# Pierre Grillet (football)
Pour les articles homonymes, voir Grillet (homonymie).
Ne pas confondre avec Pierre Grillet (parolier).
Pierre Grillet, né le 21 mars 1932 à Piolenc (Vaucluse) et mort le 11 janvier 2018 à Avignon , est un footballeur français.

## Carrière
Il débute à Orange et arrive au Racing âgé de moins de 19 ans. Il fait l'essentiel de sa carrière dans le club parisien : il y reste 10 saisons. Après un passage à Toulouse, il doit mettre un terme à sa carrière, victime d'arthrose de hanche alors qu'il évolue à Nantes.
Il fait partie de l'équipe de France à neuf reprises, de 1954 à 1960, et marque 2 buts pour les Tricolores.
Il meurt le 11 janvier 2018, à l'âge de 85 ans.

## Palmarès
- International français A  de 1954 à 1960 (9 sélections et 2 buts marqués)